# Eberhard Spieß
Dr. phil. Eberhard Spieß OSB (* 6. Mai 1902 in Ertingen als Hermann Spies; † 17. September 1990 in Litembo, Tansania) war Missionsbenediktiner und Abtbischof von Peramiho.

## Leben
Eberhard Spieß legte am 2. Juni 1925 in St. Ottilien die ewige Profess ab und empfing am 9. März 1930 die Priesterweihe. Nach seiner Ankunft in Peramiho im Jahr 1932 unterrichtete er am dortigen Priesterseminar, dessen Rektor er 1936 wurde. Die Ernennung zum Abtordinarius von Peramiho und zum Titularbischof von Cemerinianus durch Papst Pius XII. erfolgte am 23. September 1953. Die Bischofsweihe spendete ihm Erzbischof James Robert Knox am 3. Dezember desselben Jahres; Mitkonsekratoren waren sein Amtsvorgänger Gallus Steiger OSB und Viktor Hälg OSB, Abtbischof von Ndanda. Eberhard Spieß gründete 1957 das Tochterkloster Hanga. Am 6. Februar 1969 wurde aus dem Gebiet der Gefreiten Abtei Peramiho das Bistum Songea errichtet, das 1987 zum Erzbistum erhoben wurde, und die Abbatia nullius wurde zu einer einfachen Abtei zurückgestuft, deren Abt Spieß bis 1976 blieb. Danach arbeitete Spieß bis an sein Lebensende in der Seelsorge der Pfarrei Mpandangindo.
Er starb im Krankenhaus von Litembo in Tansania.
Abtbischof Spieß nahm als Konzilsvater an allen vier Sitzungsperioden des II. Vatikanums teil.
Er ist Ehrenbürger seiner Heimatgemeinde Ertingen. Einer seiner Neffen ist der Kunsthistoriker Werner Spies.